# مولوخ (روستا)
مولوخ (به لاتین: Mulux) یک منطقه مسکونی در جمهوری آذربایجان است که در شهرستان اسماعیل‌لی واقع شده‌است.